# Michael Hoecht
(en) Statistiques sur pro-football-reference
Michael Hoecht, né le 5 octobre 1997 à Oakville en Ontario, est un joueur professionnel canadien de football américain jouant au poste de defensive end dans la dans la National Football League (NFL) depuis la saison 2020 et pour la franchise des Bills de Buffalo depuis la saison 2025.
Universitaire, il a joué pour les Bears de l'université Brown pendant quatre saisons au sein de la Ivy League de la NCAA Division I FCS.
Non sélectionné lors de la draft 2020 de la NFL, il est engagé par la franchise des Rams de Los Angeles avec qui il remporte le Super Bowl LVI en fin de saison 2021. Il rejoint dès 2025 les Bills de Buffalo.

## Biographie

### Jeunesse
Hoecht nait à l'hôpital Oakville-Trafalgar Memorial d'Oakville dans l'Ontario au Canada. Il passe sa jeunesse entre l'Ontario et l'Ohio avant de se fixer à Oakwood. 

### Carrière universitaire
Universitaire, il intègre l'université Brown où il joue pour son équipe des Bears,.

### Carrière professionnelle

#### Draft
Au terme de son passage dans l'État de Rhode Island, il est sélectionné par le Rouge et Noir d'Ottawa dans la Ligue Canadienne de Football (LCF) mais signe finalement en tant qu'agent libre non drafté (UDFA) dans la National Football League avec la franchise des Rams de Los Angeles.

#### Rams de Los Angeles
Lors de sa première saison avec les Rams, il fait partie de l'équipe d'entraînement. Il intègre l'équipe principale dès sa deuxième saison, jouant au poste de defensive tackle. Cependant, il se développe rapidement comme un joueur polyvalant pouvant occuper plusieurs positions (linebacker, defensive lineman, defensive end). En fin de saison 2021, il remporte le Super Bowl LVI en battant 23 à 20 les Bengals de Cincinnati. 
Durant la saison 2022, il joue principalement aux postes de defensive tackle, linebacker et de gunner, mais joue également quelque snaps aux poste de returner et de tight end tout en jouant sur la ligne offensive lors des punt. Il finit la saison avec 4,5 sacks,. 

#### Bills de Buffalo
Le 14 mars 2025, Hoecht signe un contrat de trois ans pour un montant de 21 millions de dollars avec les Bills de Buffalo. Cependant, après avoir signé son contrat, la NFL le suspend pour les six premiers matchs de la saison 2025 pour avoir violé la politique de dopage de la ligue.